# Fußball-Weltmeisterschaft 2018/Qualifikation (UEFA)/Gruppe C
Dieser Artikel listet die Spiele der Gruppe C der Europa-Qualifikation zur Fußball-Weltmeisterschaft 2018 in Russland. Als Gruppensieger qualifizierte sich die deutsche Fußballnationalmannschaft direkt für die Endrunde. Der Zweitplatzierte Nordirland nahm an den europäischen Ausscheidungsspielen teil, konnte sich aber gegen die Schweiz nach einer 0:1-Heimniederlage in Belfast und einem 0:0 in Basel nicht für die WM-Endrunde qualifizieren.
| Pl. | Mannschaft    | Sp. | S  | U | N  | Tore    | Diff. | Punkte |
| --- | ------------- | --- | -- | - | -- | ------- | ----- | ------ |
| 1.  | Deutschland   | 10  | 10 | 0 | 0  | 043:400 | +39   | 30     |
| 2.  | Nordirland    | 10  | 6  | 1 | 3  | 017:600 | +11   | 19     |
| 3.  | Tschechien    | 10  | 4  | 3 | 3  | 017:100 | +7    | 15     |
| 4.  | Norwegen      | 10  | 4  | 1 | 5  | 017:160 | +1    | 13     |
| 5.  | Aserbaidschan | 10  | 3  | 1 | 6  | 010:190 | −9    | 10     |
| 6.  | San Marino    | 10  | 0  | 0 | 10 | 002:510 | −49   | 0      |

## San Marino – Aserbaidschan 0:1 (0:1)
| San Marino                                                        | San Marino | Aserbaidschan | Aserbaidschan |
| ----------------------------------------------------------------- | --- | --- | ------------- |
| San Marino                                                        | \| 1. Spieltag \| \| 4. September 2016 um 18:00 Uhr in Serravalle (San Marino Stadium) \| \| Ergebnis: 0:1 (0:1) \| \| Zuschauer: 886 \| \| Schiedsrichter: Sébastien Delferière ( Belgien) \| \| Spielbericht \|                                                                     | \| 1. Spieltag \| \| 4. September 2016 um 18:00 Uhr in Serravalle (San Marino Stadium) \| \| Ergebnis: 0:1 (0:1) \| \| Zuschauer: 886 \| \| Schiedsrichter: Sébastien Delferière ( Belgien) \| \| Spielbericht \|                                                                                        | Aserbaidschan |
| San Marino                                                        | Aldo Simoncini – Davide Cesarini, Cristian Brolli, Davide Simoncini, Matteo Vitaioli (86. Carlo Valentini), Adolfo Hirsch, Mirko Palazzi, Luca Tosi, Marco Bernardi, Filippo Berardi (73. Danilo Rinaldi), Nicola Chiaruzzi (54. Lorenzo Gasperoni) Cheftrainer: Pierangelo Manzaroli | Kamran Ağayev – Qara Qarayev, Magomed Mirzabekov, Maksim Medvedev, Ruslan Qurbanov (69. Namiq Ələsgərov), Dimitrij Nazarov (78. Emin Makhmudov), Rəşad Sadıqov , Ağabala Ramazanov (89. Ramil Şeydayev), Rahid Amirguliyev, Arif Dashdemirov, Əfran İsmayılov Cheftrainer: Robert Prosinečki ( Kroatien) | Aserbaidschan |
| San Marino                                                        | 0:1 Ruslan Qurbanov (45.) | | Aserbaidschan |
| San Marino                                                        | Matteo Vitaioli (36.), Davide Cesarini (57.) | | Aserbaidschan |
| San Marino                                                        | Cristian Brolli (52.) | | Aserbaidschan |
| 1. Spieltag                                                       | | |               |
| 4. September 2016 um 18:00 Uhr in Serravalle (San Marino Stadium) | | |               |
| Ergebnis: 0:1 (0:1)                                               | | |               |
| Zuschauer: 886                                                    | | |               |
| Schiedsrichter: Sébastien Delferière ( Belgien)                   | | |               |
| Spielbericht                                                      | | |               |

## Tschechien – Nordirland 0:0
| Tschechien                                              | Tschechien | Nordirland | Nordirland |
| ------------------------------------------------------- | --- | --- | ---------- |
| Tschechien                                              | \| 1. Spieltag \| \| 4. September 2016 um 20:45 Uhr in Prag (Generali Arena) \| \| Ergebnis: 0:0 \| \| Zuschauer: 10.731 \| \| Schiedsrichter: Tasos Sidiropoulo ( Griechenland) \| \| Spielbericht \|                                            | \| 1. Spieltag \| \| 4. September 2016 um 20:45 Uhr in Prag (Generali Arena) \| \| Ergebnis: 0:0 \| \| Zuschauer: 10.731 \| \| Schiedsrichter: Tasos Sidiropoulo ( Griechenland) \| \| Spielbericht \|                                                       | Nordirland |
| Tschechien                                              | Tomáš Vaclík – Pavel Kadeřábek, Michal Kadlec, Vladimír Darida, Jiří Skalák (77. Jan Kopic), David Pavelka, Václav Kadlec (83. Matěj Vydra), Marek Suchý , Ladislav Krejčí, Milan Škoda (68. Tomáš Necid), Filip Novák Cheftrainer: Karel Jarolím | Michael McGovern – Conor McLaughlin, Shane Ferguson (66. Lee Hodson), Gareth McAuley, Jonny Evans, Steven Davis , Kyle Lafferty (59. Josh Magennis), Stuart Dallas, Oliver Norwood, Paddy McNair, Jamie Ward (74. Niall McGinn) Cheftrainer: Michael O’Neill | Nordirland |
| Tschechien                                              | David Pavelka (80.) | Oliver Norwood (30.), Jamie Ward (59.) | Nordirland |
| 1. Spieltag                                             | | |            |
| 4. September 2016 um 20:45 Uhr in Prag (Generali Arena) | | |            |
| Ergebnis: 0:0                                           | | |            |
| Zuschauer: 10.731                                       | | |            |
| Schiedsrichter: Tasos Sidiropoulo ( Griechenland)       | | |            |
| Spielbericht                                            | | |            |

## Norwegen – Deutschland 0:3 (0:2)
| Norwegen                                                  | Norwegen | Deutschland | Deutschland |
| --------------------------------------------------------- | --- | --- | ----------- |
| Norwegen                                                  | \| 1. Spieltag \| \| 4. September 2016 um 20:45 Uhr in Oslo (Ullevaal-Stadion) \| \| Ergebnis: 0:3 (0:2) \| \| Zuschauer: 26.793 \| \| Schiedsrichter: William Collum ( Schottland) \| \| Spielbericht \|                                                                       | \| 1. Spieltag \| \| 4. September 2016 um 20:45 Uhr in Oslo (Ullevaal-Stadion) \| \| Ergebnis: 0:3 (0:2) \| \| Zuschauer: 26.793 \| \| Schiedsrichter: William Collum ( Schottland) \| \| Spielbericht \|                                               | Deutschland |
| Norwegen                                                  | Rune Jarstein – Haitam Aleesami, Even Hovland, Alexander Tettey, Håvard Nordtveit, Joshua King (72. Alexander Sørloth), Stefan Johansen (67. Ruben Jenssen), Markus Henriksen (61. Ole Selnæs), Jonas Svensson, Veton Berisha, Valentin Diomande Cheftrainer: Per-Mathias Høgmo | Manuel Neuer – Joshua Kimmich, Benedikt Höwedes, Mats Hummels, Jonas Hector – Sami Khedira (84. Julian Weigl), Toni Kroos – Thomas Müller, Mesut Özil, Julian Draxler (84. Maximilian Meyer) – Mario Götze (72. Julian Brandt) Cheftrainer: Joachim Löw | Deutschland |
| Norwegen                                                  | 0:1 Thomas Müller (15.) 0:2 Joshua Kimmich (45.) 0:3 Thomas Müller (60.) | | Deutschland |
| Norwegen                                                  | Joshua King (49.), Stefan Johansen (51.) | Sami Khedira (49.) | Deutschland |
| 1. Spieltag                                               | | |             |
| 4. September 2016 um 20:45 Uhr in Oslo (Ullevaal-Stadion) | | |             |
| Ergebnis: 0:3 (0:2)                                       | | |             |
| Zuschauer: 26.793                                         | | |             |
| Schiedsrichter: William Collum ( Schottland)              | | |             |
| Spielbericht                                              | | |             |

## Deutschland – Tschechien 3:0 (1:0)
| Deutschland                                                | Deutschland | Tschechien | Tschechien |
| ---------------------------------------------------------- | --- | --- | ---------- |
| Deutschland                                                | \| 2. Spieltag \| \| 8. Oktober 2016 um 20:45 Uhr in Hamburg (Volksparkstadion) \| \| Ergebnis: 3:0 (1:0) \| \| Zuschauer: 51.299 \| \| Schiedsrichter: Ovidiu Hațegan ( Rumänien) \| \| Spielbericht \|                                                | \| 2. Spieltag \| \| 8. Oktober 2016 um 20:45 Uhr in Hamburg (Volksparkstadion) \| \| Ergebnis: 3:0 (1:0) \| \| Zuschauer: 51.299 \| \| Schiedsrichter: Ovidiu Hațegan ( Rumänien) \| \| Spielbericht \|                                            | Tschechien |
| Deutschland                                                | Manuel Neuer – Joshua Kimmich, Jérôme Boateng, Mats Hummels, Jonas Hector (68. Benedikt Höwedes) – Sami Khedira, Toni Kroos (76. İlkay Gündoğan) – Thomas Müller, Mesut Özil, Julian Draxler (80. Julian Brandt) – Mario Götze Cheftrainer: Joachim Löw | Tomáš Vaclík – Pavel Kadeřábek, Tomáš Sivok, Filip Novák, Bořek Dočkal, Milan Petržela (69. Jiří Skalák), David Pavelka (63. Lukáš Droppa), Marek Suchý , Tomáš Hořava, Ladislav Krejčí, Matěj Vydra (76. Václav Kadlec) Cheftrainer: Karel Jarolím | Tschechien |
| Deutschland                                                | 1:0 Thomas Müller (13.) 2:0 Toni Kroos (49.) 3:0 Thomas Müller (65.) | | Tschechien |
| Deutschland                                                | Pavel Kadeřábek (19.), David Pavelka (54.) | | Tschechien |
| 2. Spieltag                                                | | |            |
| 8. Oktober 2016 um 20:45 Uhr in Hamburg (Volksparkstadion) | | |            |
| Ergebnis: 3:0 (1:0)                                        | | |            |
| Zuschauer: 51.299                                          | | |            |
| Schiedsrichter: Ovidiu Hațegan ( Rumänien)                 | | |            |
| Spielbericht                                               | | |            |

## Aserbaidschan – Norwegen 1:0 (1:0)
| Aserbaidschan                                          | Aserbaidschan | Norwegen | Norwegen |
| ------------------------------------------------------ | --- | --- | -------- |
| Aserbaidschan                                          | \| 2. Spieltag \| \| 8. Oktober 2016 um 20:00 Uhr in Baku (Nationalstadion) \| \| Ergebnis: 1:0 (1:0) \| \| Zuschauer: 35.000 \| \| Schiedsrichter: Liran Liani ( Israel) \| \| Spielbericht \| | \| 2. Spieltag \| \| 8. Oktober 2016 um 20:00 Uhr in Baku (Nationalstadion) \| \| Ergebnis: 1:0 (1:0) \| \| Zuschauer: 35.000 \| \| Schiedsrichter: Liran Liani ( Israel) \| \| Spielbericht \|                                                                                    | Norwegen |
| Aserbaidschan                                          | Kamran Ağayev – Qara Qarayev, Magomed Mirzabekov, Maksim Medvedev, Eddy Israfilov (65. Namiq Ələsgərov), Ruslan Qurbanov (80. Ramil Şeydayev), Dimitrij Nazarov, Rəşad Sadıqov , Ağabala Ramazanov (90. Bədavi Hüseynov), Rahid Amirguliyev, Arif Dashdemirov Cheftrainer: Robert Prosinečki ( Kroatien) | Rune Jarstein – Haitam Aleesami, Even Hovland, Stefan Strandberg, Joshua King (61. Alexander Sørloth), Markus Henriksen, Per Skjelbred (84. Stefan Johansen), Jonas Svensson, Ole Selnæs, Valentin Diomande, Pal Andre Gelland (71. Jo Inge Berget) Cheftrainer: Per-Mathias Høgmo | Norwegen |
| Aserbaidschan                                          | 1:0 Maksim Medvedzev (11.) | | Norwegen |
| Aserbaidschan                                          | Ruslan Qurbanov (64.) | Haitam Aleesami (32.), Jonas Svensson (33.), Stefan Johansen (90.+2'), Alexander Sørloth (90.+3') | Norwegen |
| Aserbaidschan                                          | Ole Selnæs (91.) | | Norwegen |
| 2. Spieltag                                            | | |          |
| 8. Oktober 2016 um 20:00 Uhr in Baku (Nationalstadion) | | |          |
| Ergebnis: 1:0 (1:0)                                    | | |          |
| Zuschauer: 35.000                                      | | |          |
| Schiedsrichter: Liran Liani ( Israel)                  | | |          |
| Spielbericht                                           | | |          |

## Nordirland – San Marino 4:0 (1:0)
| Nordirland                                             | Nordirland | San Marino | San Marino |
| ------------------------------------------------------ | --- | --- | ---------- |
| Nordirland                                             | \| 2. Spieltag \| \| 8. Oktober 2016 um 19:45 Uhr in Belfast (Windsor Park) \| \| Ergebnis: 4:0 (1:0) \| \| Zuschauer: 18.234 \| \| Schiedsrichter: István Kovács ( Rumänien) \| \| Spielbericht \|                                                             | \| 2. Spieltag \| \| 8. Oktober 2016 um 19:45 Uhr in Belfast (Windsor Park) \| \| Ergebnis: 4:0 (1:0) \| \| Zuschauer: 18.234 \| \| Schiedsrichter: István Kovács ( Rumänien) \| \| Spielbericht \|                                                                                            | San Marino |
| Nordirland                                             | Michael McGovern – Conor McLaughlin (77. Paddy McNair), Shane Ferguson, Gareth McAuley, Jonny Evans, Niall McGinn, Steven Davis , Stuart Dallas (65. Conor Washington), Oliver Norwood, Jamie Ward, Josh Magennis (72. Paul Paton) Cheftrainer: Michael O’Neill | Aldo Simoncini – Marco Bernardi, Matteo Coppini (71. Enrico Golinucci), Fabio Vitaioli, Davide Simoncini, Matteo Vitaioli , Adolfo Hirsch (56. Davide Cesarini), Mattia Stefanelli (88. Tommaso Zafferani), Alessandro Della Valle, Luca Tosi, Mirko Palazzi Cheftrainer: Pierangelo Manzaroli | San Marino |
| Nordirland                                             | 1:0 Steven Davis (26., Elfmeter) 2:0 Kyle Lafferty (79.) 3:0 Jamie Ward (85.) 4:0 Kyle Lafferty (90.+4') | | San Marino |
| Nordirland                                             | Mirko Palazzi (33.), Fabio Vitaioli (40.), Marco Bernardi (50.) | | San Marino |
| Nordirland                                             | Mirko Palazzi (49.) | | San Marino |
| 2. Spieltag                                            | | |            |
| 8. Oktober 2016 um 19:45 Uhr in Belfast (Windsor Park) | | |            |
| Ergebnis: 4:0 (1:0)                                    | | |            |
| Zuschauer: 18.234                                      | | |            |
| Schiedsrichter: István Kovács ( Rumänien)              | | |            |
| Spielbericht                                           | | |            |

## Tschechien – Aserbaidschan 0:0
| Tschechien                                                   | Tschechien | Aserbaidschan | Aserbaidschan |
| ------------------------------------------------------------ | --- | --- | ------------- |
| Tschechien                                                   | \| 3. Spieltag \| \| 11. Oktober 2016 um 20:45 Uhr in Ostrava (Stadion Vítkovice) \| \| Ergebnis: 0:0 \| \| Zuschauer: 12.148 \| \| Schiedsrichter: Matej Jug ( Slowenien) \| \| Spielbericht \|                                                             | \| 3. Spieltag \| \| 11. Oktober 2016 um 20:45 Uhr in Ostrava (Stadion Vítkovice) \| \| Ergebnis: 0:0 \| \| Zuschauer: 12.148 \| \| Schiedsrichter: Matej Jug ( Slowenien) \| \| Spielbericht \| | Aserbaidschan |
| Tschechien                                                   | Tomáš Vaclík – Lukáš Droppa, Theodor Gebre Selassie, Jakub Brabec, Tomáš Sivok , Bořek Dočkal, Jiří Skalák (74. Jaromír Zmrhal), Václav Kadlec, Jan Sykora, Ladislav Krejčí (64. Milan Petržela), Patrik Schick (66. Milan Škoda) Cheftrainer: Karel Jarolím | Kamran Ağayev – Qara Qarayev, Magomed Mirzabekov, Maksim Medvedev, Bədavi Hüseynov, Namiq Ələsgərov (71. Ağabala Ramazanov), Ruslan Qurbanov (87. Araz Abdullayev), Dimitrij Nazarov, Rahid Amirguliyev , Ramil Şeydayev (90.+1' Eddy Israfilov), Arif Dashdemirov Cheftrainer: Robert Prosinečki ( Kroatien) | Aserbaidschan |
| Tschechien                                                   | Václav Kadlec (58.) | Namiq Ələsgərov (35.), Ramil Şeydayev (90.+1') | Aserbaidschan |
| 3. Spieltag                                                  | | |               |
| 11. Oktober 2016 um 20:45 Uhr in Ostrava (Stadion Vítkovice) | | |               |
| Ergebnis: 0:0                                                | | |               |
| Zuschauer: 12.148                                            | | |               |
| Schiedsrichter: Matej Jug ( Slowenien)                       | | |               |
| Spielbericht                                                 | | |               |

## Deutschland – Nordirland 2:0 (2:0)
| Deutschland                                           | Deutschland | Nordirland | Nordirland |
| ----------------------------------------------------- | --- | --- | ---------- |
| Deutschland                                           | \| 3. Spieltag \| \| 11. Oktober 2016 um 20:45 Uhr in Hannover (HDI-Arena) \| \| Ergebnis: 2:0 (2:0) \| \| Zuschauer: 42.132 \| \| Schiedsrichter: Paolo Tagliavento ( Italien) \| \| Spielbericht \|                                                   | \| 3. Spieltag \| \| 11. Oktober 2016 um 20:45 Uhr in Hannover (HDI-Arena) \| \| Ergebnis: 2:0 (2:0) \| \| Zuschauer: 42.132 \| \| Schiedsrichter: Paolo Tagliavento ( Italien) \| \| Spielbericht \|                                                  | Nordirland |
| Deutschland                                           | Manuel Neuer – Joshua Kimmich, Jérôme Boateng (69. Shkodran Mustafi), Mats Hummels, Jonas Hector (81. Kevin Volland) – Sami Khedira, Toni Kroos – Thomas Müller, Mesut Özil (46. İlkay Gündoğan), Julian Draxler – Mario Götze Cheftrainer: Joachim Löw | Michael McGovern – Shane Ferguson, Gareth McAuley, Jonny Evans, Lee Hodson, Steven Davis , Corry Evans, Oliver Norwood (73. Paddy McNair), Aaron Hughes, Jamie Ward (61. Niall McGinn), Josh Magennis (76. Kyle Lafferty) Cheftrainer: Michael O’Neill | Nordirland |
| Deutschland                                           | 1:0 Julian Draxler (13.) 2:0 Sami Khedira (17.) | | Nordirland |
| Deutschland                                           | Shane Ferguson (74.) | | Nordirland |
| 3. Spieltag                                           | | |            |
| 11. Oktober 2016 um 20:45 Uhr in Hannover (HDI-Arena) | | |            |
| Ergebnis: 2:0 (2:0)                                   | | |            |
| Zuschauer: 42.132                                     | | |            |
| Schiedsrichter: Paolo Tagliavento ( Italien)          | | |            |
| Spielbericht                                          | | |            |

## Norwegen – San Marino 4:1 (1:0)
| Norwegen                                                 | Norwegen | San Marino | San Marino |
| -------------------------------------------------------- | --- | --- | ---------- |
| Norwegen                                                 | \| 3. Spieltag \| \| 11. Oktober 2016 um 20:45 Uhr in Oslo (Ullevaal-Stadion) \| \| Ergebnis: 4:1 (1:0) \| \| Zuschauer: 8214 \| \| Schiedsrichter: Benoît Bastien ( Frankreich) \| \| Spielbericht \|                                                                 | \| 3. Spieltag \| \| 11. Oktober 2016 um 20:45 Uhr in Oslo (Ullevaal-Stadion) \| \| Ergebnis: 4:1 (1:0) \| \| Zuschauer: 8214 \| \| Schiedsrichter: Benoît Bastien ( Frankreich) \| \| Spielbericht \|                                                                                        | San Marino |
| Norwegen                                                 | Rune Jarstein – Haitam Aleesami, Even Hovland, Stefan Strandberg, Alexander Tettey (67. Martin Samuelsen), Joshua King, Markus Henriksen (46. HZ Valentin Diomande), Per Skjelbred , Jonas Svensson, Ole Selnæs, Jo Inge Berget (73. v) Cheftrainer: Per-Mathias Høgmo | Aldo Simoncini – Carlo Valentini (68. Adolfo Hirsch), Fabio Vitaioli, Davide Simoncini , Cristian Brolli, Mattia Stefanelli (82. Andy Selva), Alessandro Della Valle, Tommaso Zafferani, Danili Rinaldi (46. Marco Bernardi), Luca Tosi, Pier Filippo Mazza Cheftrainer: Pierangelo Manzaroli | San Marino |
| Norwegen                                                 | 1:0 Davide Simoncini (12., Eigentor) 2:1 Valentin Diomande (77.) 3:1 Martin Samuelsen (82.) 4:1 Joshua King (83.) | 1:1 Mattia Stefanelli (54.) | San Marino |
| Norwegen                                                 | Markus Henriksen (42.), Valentin Diomande (84.) | Mattia Stefanelli (26.), Tommaso Zafferani (57.), Davide Simoncini (86.) | San Marino |
| 3. Spieltag                                              | | |            |
| 11. Oktober 2016 um 20:45 Uhr in Oslo (Ullevaal-Stadion) | | |            |
| Ergebnis: 4:1 (1:0)                                      | | |            |
| Zuschauer: 8214                                          | | |            |
| Schiedsrichter: Benoît Bastien ( Frankreich)             | | |            |
| Spielbericht                                             | | |            |

## Tschechien – Norwegen 2:1 (1:0)
| Tschechien                                          | Tschechien | Norwegen | Norwegen |
| --------------------------------------------------- | --- | --- | -------- |
| Tschechien                                          | \| 4. Spieltag \| \| 11. November 2016 um 20:45 Uhr in Prag (Eden Aréna) \| \| Ergebnis: 2:1 (1:0) \| \| Zuschauer: 16.411 \| \| Schiedsrichter: Bas Nijhuis ( Niederlande) \| \| Spielbericht \|                                                        | \| 4. Spieltag \| \| 11. November 2016 um 20:45 Uhr in Prag (Eden Aréna) \| \| Ergebnis: 2:1 (1:0) \| \| Zuschauer: 16.411 \| \| Schiedsrichter: Bas Nijhuis ( Niederlande) \| \| Spielbericht \|                                                                                       | Norwegen |
| Tschechien                                          | Tomáš Vaclík – Pavel Kadeřábek, Lukáš Droppa (81. Patrik Schick), Tomáš Sivok , Jaromír Zmrhal, Bořek Dočkal, Michal Krmencik (81. David Pavelka), Jakub Brabec, Tomáš Hořava, Ladislav Krejčí (86. Jiří Skalák), Filip Novák Cheftrainer: Karel Jarolím | Rune Jarstein – Haitam Aleesami, Even Hovland, Alexander Tettey, Joshua King, Stefan Johansen, Markus Henriksen (61. Valentin Diomande), Omar Elabdellaoui, Per Skjelbred (51. Mats Møller Dæhli), Vegard Forren, Jo Inge Berget (71. Tarik Elyounoussi) Cheftrainer: Per-Mathias Høgmo | Norwegen |
| Tschechien                                          | 1:0 Michal Krmencik (11.) 2:0 Jaromír Zmrhal (47.) | 2:1 Joshua King (87.) | Norwegen |
| Tschechien                                          | Bořek Dočkal (77.) | Haitam Aleesami (24.) | Norwegen |
| 4. Spieltag                                         | | |          |
| 11. November 2016 um 20:45 Uhr in Prag (Eden Aréna) | | |          |
| Ergebnis: 2:1 (1:0)                                 | | |          |
| Zuschauer: 16.411                                   | | |          |
| Schiedsrichter: Bas Nijhuis ( Niederlande)          | | |          |
| Spielbericht                                        | | |          |

## San Marino – Deutschland 0:8 (0:3)
| San Marino                                                        | San Marino | Deutschland | Deutschland |
| ----------------------------------------------------------------- | --- | --- | ----------- |
| San Marino                                                        | \| 4. Spieltag \| \| 11. November 2016 um 20:45 Uhr in Serravalle (San Marino Stadium) \| \| Ergebnis: 0:8 (0:3) \| \| Zuschauer: 3851 \| \| Schiedsrichter: Artjom Kutschin ( Kasachstan) \| \| Spielbericht \|                                                                          | \| 4. Spieltag \| \| 11. November 2016 um 20:45 Uhr in Serravalle (San Marino Stadium) \| \| Ergebnis: 0:8 (0:3) \| \| Zuschauer: 3851 \| \| Schiedsrichter: Artjom Kutschin ( Kasachstan) \| \| Spielbericht \|                                                      | Deutschland |
| San Marino                                                        | Aldo Simoncini – Fabio Vitaioli, Davide Simoncini, Matteo Vitaioli (90.+1' Adolfo Hirsch), Alex Gasperoni, Mattia Stefanelli, Tommaso Zafferani (83. Cristian Brolli), Marco Bernardi, Davide Cesarini, Luca Tosi (58. Marco Domeniconi), Mirko Palazzi Cheftrainer: Pierangelo Manzaroli | Marc-André ter Stegen – Benjamin Henrichs, Joshua Kimmich, Mats Hummels, Jonas Hector – Sami Khedira (77. Leon Goretzka), İlkay Gündoğan – Thomas Müller, Mario Götze (71. Maximilian Meyer), Serge Gnabry – Mario Gómez (71. Kevin Volland) Cheftrainer: Joachim Löw | Deutschland |
| San Marino                                                        | 0:1 Sami Khedira (7.) 0:2 Serge Gnabry (9.) 0:3 Jonas Hector (32.) 0:4 Serge Gnabry (58.) 0:5 Jonas Hector (65.) 0:6 Serge Gnabry (76.) 0:7 Mattia Stefanelli (82., Eigentor) 0:8 Kevin Volland (85.)                                                                                     | | Deutschland |
| San Marino                                                        | Matteo Vitaioli (60.) | | Deutschland |
| 4. Spieltag                                                       | | |             |
| 11. November 2016 um 20:45 Uhr in Serravalle (San Marino Stadium) | | |             |
| Ergebnis: 0:8 (0:3)                                               | | |             |
| Zuschauer: 3851                                                   | | |             |
| Schiedsrichter: Artjom Kutschin ( Kasachstan)                     | | |             |
| Spielbericht                                                      | | |             |

## Nordirland – Aserbaidschan 4:0 (2:0)
| Nordirland                                               | Nordirland | Aserbaidschan | Aserbaidschan |
| -------------------------------------------------------- | --- | --- | ------------- |
| Nordirland                                               | \| 4. Spieltag \| \| 11. November 2016 um 19:45 Uhr in Belfast (Windsor Park) \| \| Ergebnis: 4:0 (2:0) \| \| Zuschauer: 18.404 \| \| Schiedsrichter: Clément Turpin ( Frankreich) \| \| Spielbericht \|                                                    | \| 4. Spieltag \| \| 11. November 2016 um 19:45 Uhr in Belfast (Windsor Park) \| \| Ergebnis: 4:0 (2:0) \| \| Zuschauer: 18.404 \| \| Schiedsrichter: Clément Turpin ( Frankreich) \| \| Spielbericht \|                                                                                                   | Aserbaidschan |
| Nordirland                                               | Michael McGovern – Conor McLaughlin, Shane Ferguson (73. Niall McGinn), Gareth McAuley, Jonny Evans, Steven Davis , Kyle Lafferty (61. Will Grigg), Chris Brunt, Corry Evans (81. Paddy McNair), Oliver Norwood, Josh Magennis Cheftrainer: Michael O’Neill | Kamran Ağayev – Qara Qarayev, Magomed Mirzabekov, Maksim Medvedev, Bədavi Hüseynov, Ruslan Qurbanov (75. Ağabala Ramazanov), Emin Makhmudov (70. Dimitrij Nazarov), Rahid Amirguliyev , Ramil Şeydayev (46. HZ Deniz Yılmaz), Arif Dashdemirov, Əfran İsmayılov Cheftrainer: Robert Prosinečki ( Kroatien) | Aserbaidschan |
| Nordirland                                               | 1:0 Kyle Lafferty (27.) 2:0 Gareth McAuley (40.) 3:0 Conor McLaughlin (66.) 4:0 Chris Brunt (83.) | | Aserbaidschan |
| Nordirland                                               | Shane Ferguson (72.), Corry Evans (75.) | Emin Makhmudov (39.), Dimitrij Nazarov (84.) | Aserbaidschan |
| 4. Spieltag                                              | | |               |
| 11. November 2016 um 19:45 Uhr in Belfast (Windsor Park) | | |               |
| Ergebnis: 4:0 (2:0)                                      | | |               |
| Zuschauer: 18.404                                        | | |               |
| Schiedsrichter: Clément Turpin ( Frankreich)             | | |               |
| Spielbericht                                             | | |               |

## San Marino – Tschechien 0:6 (0:5)
| San Marino                                                    | San Marino | Tschechien | Tschechien |
| ------------------------------------------------------------- | --- | --- | ---------- |
| San Marino                                                    | \| 5. Spieltag \| \| 26. März 2017 um 18:00 Uhr in Serravalle (San Marino Stadium) \| \| Ergebnis: 0:6 (0:5) \| \| Zuschauer: 1.023 \| \| Schiedsrichter: Kristo Tohver ( Estland) \| \| Spielbericht \|                                                                           | \| 5. Spieltag \| \| 26. März 2017 um 18:00 Uhr in Serravalle (San Marino Stadium) \| \| Ergebnis: 0:6 (0:5) \| \| Zuschauer: 1.023 \| \| Schiedsrichter: Kristo Tohver ( Estland) \| \| Spielbericht \|                                                          | Tschechien |
| San Marino                                                    | Aldo Simoncini – Davide Cesarini, Fabio Vitaioli, Davide Simoncini, Matteo Vitaioli , Marco Domeniconi, Mattia Stefanelli (83. Pier Filipo Mazza), Tommaso Zafferani, Michele Cervellini (89. Michael Battistini), Danilo Rinaldi, Mirko Palazzi Cheftrainer: Pierangelo Manzaroli | Tomáš Vaclík – Theodor Gebre Selassie, Jakub Brabec, Tomáš Sivok , Vladimír Darida, Bořek Dočkal, Michal Krmencik (67. Milan Škoda), Jakub Jankto (66. Jaromír Zmrhal), Ladislav Krejčí, Antonín Barák (74. Tomáš Hořava), Filip Novák Cheftrainer: Karel Jarolím | Tschechien |
| San Marino                                                    | 0:1 Antonín Barák (17.) 0:2 Vladimír Darida (19.) 0:3 Antonín Barák (23.) 0:4 Theodor Gebre Selassie (25.) 0:5 Michal Krmencik (42.) 0:6 Vladimír Darida (76., Elfmeter) | | Tschechien |
| San Marino                                                    | Matteo Vitaioli (44.), Mirko Palazzi (70.), Davide Simoncini (76.), Pier Filippo Matta (89.) | | Tschechien |
| 5. Spieltag                                                   | | |            |
| 26. März 2017 um 18:00 Uhr in Serravalle (San Marino Stadium) | | |            |
| Ergebnis: 0:6 (0:5)                                           | | |            |
| Zuschauer: 1.023                                              | | |            |
| Schiedsrichter: Kristo Tohver ( Estland)                      | | |            |
| Spielbericht                                                  | | |            |

## Aserbaidschan – Deutschland 1:4 (1:3)
| Aserbaidschan                                               | Aserbaidschan | Deutschland | Deutschland |
| ----------------------------------------------------------- | --- | --- | ----------- |
| Aserbaidschan                                               | \| 5. Spieltag \| \| 26. März 2017 um 20:00 Uhr in Baku (Tofiq-Bəhramov-Stadion) \| \| Ergebnis: 1:4 (1:3) \| \| Zuschauer: 30.000 \| \| Schiedsrichter: Daniele Orsato ( Italien) \| \| Spielbericht \|                                                                                         | \| 5. Spieltag \| \| 26. März 2017 um 20:00 Uhr in Baku (Tofiq-Bəhramov-Stadion) \| \| Ergebnis: 1:4 (1:3) \| \| Zuschauer: 30.000 \| \| Schiedsrichter: Daniele Orsato ( Italien) \| \| Spielbericht \|                                            | Deutschland |
| Aserbaidschan                                               | Kamran Ağayev – Qara Qarayev, Magomed Mirzabekov, Pavio Pashayev, Bədavi Hüseynov, Dimitrij Nazarov, Rəşad Sadıqov , Cavid Hüseynov, Rahid Amirguliyev (86. Eddy Israfilov), Ramil Şeydayev (67. Deniz Yılmaz), Əfran İsmayılov (81. Ruslan Qurbanov) Cheftrainer: Robert Prosinečki ( Kroatien) | Bernd Leno – Joshua Kimmich, Benedikt Höwedes, Mats Hummels, Jonas Hector – Sami Khedira , Toni Kroos (88. Sebastian Rudy) – Thomas Müller, Julian Draxler (82. Leroy Sané), André Schürrle – Mario Gómez (61. Mesut Özil) Cheftrainer: Joachim Löw | Deutschland |
| Aserbaidschan                                               | 1:1 Dimitrij Nazarov (30.) | 0:1 André Schürrle (19.) 1:2 Thomas Müller (35.) 1:3 Mario Gómez (44.) 1:4 André Schürrle (80.) | Deutschland |
| Aserbaidschan                                               | Sami Khedira (12.), Benedikt Höwedes (83.) | | Deutschland |
| 5. Spieltag                                                 | | |             |
| 26. März 2017 um 20:00 Uhr in Baku (Tofiq-Bəhramov-Stadion) | | |             |
| Ergebnis: 1:4 (1:3)                                         | | |             |
| Zuschauer: 30.000                                           | | |             |
| Schiedsrichter: Daniele Orsato ( Italien)                   | | |             |
| Spielbericht                                                | | |             |

## Nordirland – Norwegen 2:0 (2:0)
| Nordirland                                           | Nordirland | Norwegen | Norwegen |
| ---------------------------------------------------- | --- | --- | -------- |
| Nordirland                                           | \| 5. Spieltag \| \| 26. März 2017 um 19:45 Uhr in Belfast (Windsor Park) \| \| Ergebnis: 2:0 (2:0) \| \| Zuschauer: 18.161 \| \| Schiedsrichter: Hüseyin Göçek ( Türkei) \|                                                                                     | \| 5. Spieltag \| \| 26. März 2017 um 19:45 Uhr in Belfast (Windsor Park) \| \| Ergebnis: 2:0 (2:0) \| \| Zuschauer: 18.161 \| \| Schiedsrichter: Hüseyin Göçek ( Türkei) \| | Norwegen |
| Nordirland                                           | Michael McGovern – Conor McLaughlin, Gareth McAuley, Jonny Evans, Steven Davis , Conor Washington (84. Kyle Lafferty), Chris Brunt, Stuart Dallas (87. Matthew Lund), Oliver Norwood, Jamie Ward (79. Niall McGinn), Craig Cathcart Cheftrainer: Michael O’Neill | Rune Jarstein – Jørgen Skjelvik, Even Hovland, Gustav Valsvik, Håvard Nordtveit, Joshua King, Stefan Johansen (74. Sander Berge), Alexander Søderlund (63. Valentin Diomande), Tarik Elyounoussi (53. Mats Møller Dæhli), Omar Elabdellaoui, Mohamed Elyounoussi Cheftrainer: Lars Lagerbäck ( Schweden) | Norwegen |
| Nordirland                                           | 1:0 Jamie Ward (2.) 2:0 Conor Washington (32.) | | Norwegen |
| Nordirland                                           | Stuart Dallas (42.) | Håvard Nordtveit (43.) | Norwegen |
| 5. Spieltag                                          | | |          |
| 26. März 2017 um 19:45 Uhr in Belfast (Windsor Park) | | |          |
| Ergebnis: 2:0 (2:0)                                  | | |          |
| Zuschauer: 18.161                                    | | |          |
| Schiedsrichter: Hüseyin Göçek ( Türkei)              | | |          |

## Norwegen – Tschechien 1:1 (0:1)
| Norwegen                                              | Norwegen | Tschechien | Tschechien |
| ----------------------------------------------------- | --- | --- | ---------- |
| Norwegen                                              | \| 6. Spieltag \| \| 10. Juni 2017 um 20:45 Uhr in Oslo (Ullevaal-Stadion) \| \| Ergebnis: 1:1 (0:1) \| \| Zuschauer: 12.179 \| \| Schiedsrichter: Andre Marriner ( England) \| \| Spielbericht \| | \| 6. Spieltag \| \| 10. Juni 2017 um 20:45 Uhr in Oslo (Ullevaal-Stadion) \| \| Ergebnis: 1:1 (0:1) \| \| Zuschauer: 12.179 \| \| Schiedsrichter: Andre Marriner ( England) \| \| Spielbericht \|                                                                     | Tschechien |
| Norwegen                                              | Rune Jarstein – Haitam Aleesami, Tore Reginiussen (33. Gustav Valsvik), Håvard Nordtveit, Stefan Johansen , Alexander Søderlund (71. Bjørn Maars Johnsen), Tarik Elyounoussi, Mohamed Elyounoussi, Sander Berge, Jonas Svensson, Jo Inge Berget (61. Mats Møller Dæhli) Cheftrainer: Lars Lagerbäck ( Schweden) | Tomáš Vaclík – Pavel Kadeřábek, Theodor Gebre Selassie, Jakub Brabec, Tomáš Sivok , Jaromír Zmrhal (43. Jakub Jankto), Vladimír Darida (79. Tomáš Hořava), Bořek Dočkal, Michal Krmencik (63. Patrik Schick), Tomáš Souček, Ladislav Krejčí Cheftrainer: Karel Jarolím | Tschechien |
| Norwegen                                              | 1:1 Alexander Soderlund (55., Elfmeter) | 0:1 Theodor Gebre Selassie (36.) | Tschechien |
| Norwegen                                              | Stefan Johansen (57.) | Tomáš Souček (74.), Ladislav Krejčí (90.+3'), Tomáš Hořava (90.+4') | Tschechien |
| 6. Spieltag                                           | | |            |
| 10. Juni 2017 um 20:45 Uhr in Oslo (Ullevaal-Stadion) | | |            |
| Ergebnis: 1:1 (0:1)                                   | | |            |
| Zuschauer: 12.179                                     | | |            |
| Schiedsrichter: Andre Marriner ( England)             | | |            |
| Spielbericht                                          | | |            |

## Aserbaidschan – Nordirland 0:1 (0:0)
| Aserbaidschan                                               | Aserbaidschan | Nordirland | Nordirland |
| ----------------------------------------------------------- | --- | --- | ---------- |
| Aserbaidschan                                               | \| 6. Spieltag \| \| 10. Juni 2017 um 18:00 Uhr in Baku (Tofiq-Bəhramov-Stadion) \| \| Ergebnis: 0:1 (0:0) \| \| Zuschauer: 27.978 \| \| Schiedsrichter: Javier Estrada Fernández ( Spanien) \| \| Spielbericht \|                                                                                            | \| 6. Spieltag \| \| 10. Juni 2017 um 18:00 Uhr in Baku (Tofiq-Bəhramov-Stadion) \| \| Ergebnis: 0:1 (0:0) \| \| Zuschauer: 27.978 \| \| Schiedsrichter: Javier Estrada Fernández ( Spanien) \| \| Spielbericht \|                                        | Nordirland |
| Aserbaidschan                                               | Kamran Ağayev – Qara Qarayev, Pavio Pashayev, Maksim Medvedev, Bədavi Hüseynov, Ramil Şeydayev (90. Araz Abdullayev), Dimitrij Nazarov (77. Namiq Ələsgərov), Rəşad Sadıqov , Cavid Hüseynov, Richard Almeida de Oliveira, Əfran İsmayılov (84. Rahid Amirguliyev) Cheftrainer: Robert Prosinečki ( Kroatien) | Michael McGovern – Conor McLaughlin, Gareth McAuley (25. Niall McGinn (86. Lee Hodson)), Jonny Evans, Steven Davis , Liam Boyce (77. Kyle Lafferty), Chris Brunt, Stuart Dallas, Oliver Norwood, Aaron Hughes, Josh Magennis Cheftrainer: Michael O’Neill | Nordirland |
| Aserbaidschan                                               | 0:1 Stuart Dallas (90.+2') | | Nordirland |
| Aserbaidschan                                               | Cavid Hüseynov (56.), Maksim Medvedev (56.), Qara Qarayev (66.) | Josh Magennis (73.), Steven Davis (80.) | Nordirland |
| 6. Spieltag                                                 | | |            |
| 10. Juni 2017 um 18:00 Uhr in Baku (Tofiq-Bəhramov-Stadion) | | |            |
| Ergebnis: 0:1 (0:0)                                         | | |            |
| Zuschauer: 27.978                                           | | |            |
| Schiedsrichter: Javier Estrada Fernández ( Spanien)         | | |            |
| Spielbericht                                                | | |            |

## Deutschland – San Marino 7:0 (4:0)
| Deutschland                                                  | Deutschland | San Marino | San Marino |
| ------------------------------------------------------------ | --- | --- | ---------- |
| Deutschland                                                  | \| 6. Spieltag \| \| 10. Juni 2017 um 20:45 Uhr in Nürnberg (Max-Morlock-Stadion) \| \| Ergebnis: 7:0 (4:0) \| \| Zuschauer: 32.467 \| \| Schiedsrichter: Radu Petrescu ( Rumänien) \| \| Spielbericht \|                                                         | \| 6. Spieltag \| \| 10. Juni 2017 um 20:45 Uhr in Nürnberg (Max-Morlock-Stadion) \| \| Ergebnis: 7:0 (4:0) \| \| Zuschauer: 32.467 \| \| Schiedsrichter: Radu Petrescu ( Rumänien) \| \| Spielbericht \|                                                                                                 | San Marino |
| Deutschland                                                  | Marc-André ter Stegen – Joshua Kimmich, Shkodran Mustafi, Jonas Hector (55. Marvin Plattenhardt) – Emre Can – Julian Brandt, Leon Goretzka, Julian Draxler (76. Diego Demme), Amin Younes – Lars Stindl (55. Timo Werner), Sandro Wagner Cheftrainer: Joachim Löw | Elia Benedettini – Davide Cesarini (87. Cristian Brolli), Mirko Palazzi, Alessandro Golinucci, Giovanni Bonini, Pier Filipo Mazza (69. Marco Bernardi), Tommaso Zafferani, Alessandro Della Valle , Michele Cervellini, Danilo Rinaldi (78. Adolfo Hirsch), Juri Biordi Cheftrainer: Pierangelo Manzaroli | San Marino |
| Deutschland                                                  | 1:0 Julian Draxler (11.) 2:0 Sandro Wagner (16.) 3:0 Sandro Wagner (29.) 4:0 Amin Younes (38.) 5:0 Shkodran Mustafi (47.) 6:0 Julian Brandt (78.) 7:0 Sandro Wagner (85.)                                                                                         | | San Marino |
| Deutschland                                                  | Giovanni Bonini (56.), Michele Cervellini (63.), Pier Filipo Mazza (66.) | | San Marino |
| 6. Spieltag                                                  | | |            |
| 10. Juni 2017 um 20:45 Uhr in Nürnberg (Max-Morlock-Stadion) | | |            |
| Ergebnis: 7:0 (4:0)                                          | | |            |
| Zuschauer: 32.467                                            | | |            |
| Schiedsrichter: Radu Petrescu ( Rumänien)                    | | |            |
| Spielbericht                                                 | | |            |

## Norwegen – Aserbaidschan 2:0 (1:0)
| Norwegen                                                  | Norwegen | Aserbaidschan | Aserbaidschan |
| --------------------------------------------------------- | --- | --- | ------------- |
| Norwegen                                                  | \| 7. Spieltag \| \| 1. September 2017 um 20:45 Uhr in Oslo (Ullevaal-Stadion) \| \| Ergebnis: 2:0 (1:0) \| \| Zuschauer: 8.599 \| \| Schiedsrichter: Daniel Stefański ( Polen) \| | \| 7. Spieltag \| \| 1. September 2017 um 20:45 Uhr in Oslo (Ullevaal-Stadion) \| \| Ergebnis: 2:0 (1:0) \| \| Zuschauer: 8.599 \| \| Schiedsrichter: Daniel Stefański ( Polen) \| | Aserbaidschan |
| Norwegen                                                  | Rune Jarstein – Jonas Svensson (89. Omar Elabdellaoui), Håvard Nordtveit, Jørgen Skjelvik, Haitam Aleesami – Mohamed Elyounoussi, Sander Berge, Stefan Johansen , Mats Møller Dæhli (81. Jo Inge Berget) – Joshua King, Alexander Sørloth (73. Tarik Elyounoussi) Cheftrainer: Lars Lagerbäck ( Schweden) | Kamran Ağayev – Maksim Medvedev, Bədavi Hüseynov, Rəşad Sadıqov , Pavio Pashayev – Namiq Ələsgərov, Cavid Hüseynov, Qara Qarayev (81. Rahid Amirguliyev), Richard Almeida de Oliveira, Dimitrij Nazarov (66. Əfran İsmayılov) – Mahir Madatov (62. Ramil Şeydayev) Cheftrainer: Robert Prosinečki ( Kroatien) | Aserbaidschan |
| Norwegen                                                  | 1:0 Joshua King (32., Elfmeter) 2:0 Rəşad Sadıqov (60., Eigentor) | | Aserbaidschan |
| Norwegen                                                  | Dimitrij Nazarov (63.), Maksim Medvedev (83.) | | Aserbaidschan |
| Norwegen                                                  | Bədavi Hüseynov (90.) | | Aserbaidschan |
| 7. Spieltag                                               | | |               |
| 1. September 2017 um 20:45 Uhr in Oslo (Ullevaal-Stadion) | | |               |
| Ergebnis: 2:0 (1:0)                                       | | |               |
| Zuschauer: 8.599                                          | | |               |
| Schiedsrichter: Daniel Stefański ( Polen)                 | | |               |

## San Marino – Nordirland 0:3 (0:0)
| San Marino                                                        | San Marino | Nordirland | Nordirland |
| ----------------------------------------------------------------- | --- | --- | ---------- |
| San Marino                                                        | \| 7. Spieltag \| \| 1. September 2017 um 20:45 Uhr in Serravalle (San Marino Stadium) \| \| Ergebnis: 0:3 (0:0) \| \| Zuschauer: 2.544 \| \| Schiedsrichter: Enea Jorgji ( Albanien) \| | \| 7. Spieltag \| \| 1. September 2017 um 20:45 Uhr in Serravalle (San Marino Stadium) \| \| Ergebnis: 0:3 (0:0) \| \| Zuschauer: 2.544 \| \| Schiedsrichter: Enea Jorgji ( Albanien) \|                                                                           | Nordirland |
| San Marino                                                        | Aldo Simoncini – Giovanni Bonini, Juri Biordi (65. Fabio Vitaioli), Davide Simoncini (76. Alex Gasperoni), Mirko Palazzi, Andrea Grandoni – Filippo Berardi (79. Alessandro Golinucci), Michele Cervellini, Michael Battistini, Danilo Rinaldi – Marco Bernardi Cheftrainer: Pierangelo Manzaroli | Michael McGovern – Conor McLaughlin, Aaron Hughes, Jonny Evans, Chris Brunt – Josh Magennis, Oliver Norwood, Steven Davis , Stuart Dallas (80. Niall McGinn) – Conor Washington (78. Corry Evans), Kyle Lafferty (60. Shane Ferguson) Cheftrainer: Michael O’Neill | Nordirland |
| San Marino                                                        | 0:1 Josh Magennis (70.) 0:2 Josh Magennis (75.) 0:3 Steven Davis (77., Elfmeter) | | Nordirland |
| San Marino                                                        | Marco Bernardi (53.), Davide Simoncini (63.), Juri Biordi (65.), Giovanni Bonini (76.) | | Nordirland |
| 7. Spieltag                                                       | | |            |
| 1. September 2017 um 20:45 Uhr in Serravalle (San Marino Stadium) | | |            |
| Ergebnis: 0:3 (0:0)                                               | | |            |
| Zuschauer: 2.544                                                  | | |            |
| Schiedsrichter: Enea Jorgji ( Albanien)                           | | |            |

## Tschechien – Deutschland 1:2 (0:1)
| Tschechien                                          | Tschechien | Deutschland | Deutschland |
| --------------------------------------------------- | --- | --- | ----------- |
| Tschechien                                          | \| 7. Spieltag \| \| 1. September 2017 um 20:45 Uhr in Prag (Eden Aréna) \| \| Ergebnis: 1:2 (0:1) \| \| Zuschauer: 18.093 \| \| Schiedsrichter: Sergei Karassjow ( Russland) \|                                                                             | \| 7. Spieltag \| \| 1. September 2017 um 20:45 Uhr in Prag (Eden Aréna) \| \| Ergebnis: 1:2 (0:1) \| \| Zuschauer: 18.093 \| \| Schiedsrichter: Sergei Karassjow ( Russland) \|                                                                           | Deutschland |
| Tschechien                                          | Tomáš Vaclík – Tomáš Kalas, Marek Suchý , Filip Novák – Theodor Gebre Selassie, Tomáš Souček, Vladimír Darida, Jan Bořil – Jan Kopic (53. Ladislav Krejčí), Jakub Jankto (89. Jaromír Zmrhal) – Michal Krmencik (76. Jan Kliment) Cheftrainer: Karel Jarolím | Marc-André ter Stegen – Joshua Kimmich, Mats Hummels, Matthias Ginter – Julian Brandt (61. Antonio Rüdiger), Toni Kroos, Jonas Hector – Thomas Müller , Lars Stindl (67. Julian Draxler), Mesut Özil – Timo Werner (79. Emre Can) Cheftrainer: Joachim Löw | Deutschland |
| Tschechien                                          | 1:1 Vladimir Darida (78.) | 0:1 Timo Werner (4.) 1:2 Mats Hummels (88.) | Deutschland |
| Tschechien                                          | Tomas Kalas (35), Vladimir Darida (88.) | Thomas Müller (43.), Mats Hummels (90.+1') | Deutschland |
| 7. Spieltag                                         | | |             |
| 1. September 2017 um 20:45 Uhr in Prag (Eden Aréna) | | |             |
| Ergebnis: 1:2 (0:1)                                 | | |             |
| Zuschauer: 18.093                                   | | |             |
| Schiedsrichter: Sergei Karassjow ( Russland)        | | |             |

## Aserbaidschan – San Marino 5:1 (2:0)
| Aserbaidschan                                                 | Aserbaidschan | San Marino | San Marino |
| ------------------------------------------------------------- | --- | --- | ---------- |
| Aserbaidschan                                                 | \| 8. Spieltag \| \| 4. September 2017 um 18:00 Uhr in Baku (Nationalstadion Baku) \| \| Ergebnis: 5:1 (2:0) \| \| Zuschauer: 6.500 \| \| Schiedsrichter: Nikola Dabanović ( Montenegro) \| | \| 8. Spieltag \| \| 4. September 2017 um 18:00 Uhr in Baku (Nationalstadion Baku) \| \| Ergebnis: 5:1 (2:0) \| \| Zuschauer: 6.500 \| \| Schiedsrichter: Nikola Dabanović ( Montenegro) \| | San Marino |
| Aserbaidschan                                                 | Kamran Ağayev – Magomed Mirzabekov, Rəşad Sadıqov , Tarlan Guliyev, Tamkin Khalilzade – Cavid Hüseynov (69. Qara Qarayev), Rahid Amirguliyev, Richard Almeida de Oliveira – Əfran İsmayılov (62. Ağabala Ramazanov), Ramil Şeydayev, Araz Abdullayev (82. Rufat Dadashov) Cheftrainer: Robert Prosinečki ( Kroatien) | Aldo Simoncini – Davide Cesarini, Alessandro Della Valle, Michele Cevoli, Mirko Palazzi, Andrea Grandoni – Alex Gasperoni (77. Adolfo Hirsch), Michele Cervellini (27. Luca Tosi), Alessandro Golinucci – Fabio Tomassini, Danilo Rinaldi (86. Mattia Stefanelli) Cheftrainer: Pierangelo Manzaroli | San Marino |
| Aserbaidschan                                                 | 1:0 Əfran İsmayılov (20.) 2:0 Araz Abdullayev (25.) 3:0 Əfran İsmayılov (57.) 4:0 Michele Cevoli (38., Eigentor) 5:1 Rashad Sadygov (81.) | 4:1 Mirko Palazzi (74.) | San Marino |
| 8. Spieltag                                                   | | |            |
| 4. September 2017 um 18:00 Uhr in Baku (Nationalstadion Baku) | | |            |
| Ergebnis: 5:1 (2:0)                                           | | |            |
| Zuschauer: 6.500                                              | | |            |
| Schiedsrichter: Nikola Dabanović ( Montenegro)                | | |            |

## Deutschland – Norwegen 6:0 (4:0)
| Deutschland                                                       | Deutschland | Norwegen | Norwegen |
| ----------------------------------------------------------------- | --- | --- | -------- |
| Deutschland                                                       | \| 8. Spieltag \| \| 4. September 2017 um 20:45 Uhr in Stuttgart (Mercedes-Benz Arena) \| \| Ergebnis: 6:0 (4:0) \| \| Zuschauer: 53.814 \| \| Schiedsrichter: Gediminas Mažeika ( Litauen) \|                                                              | \| 8. Spieltag \| \| 4. September 2017 um 20:45 Uhr in Stuttgart (Mercedes-Benz Arena) \| \| Ergebnis: 6:0 (4:0) \| \| Zuschauer: 53.814 \| \| Schiedsrichter: Gediminas Mažeika ( Litauen) \|                                                                                                | Norwegen |
| Deutschland                                                       | Marc-André ter Stegen – Joshua Kimmich, Antonio Rüdiger, Mats Hummels, Jonas Hector – Sebastian Rudy (61. Sami Khedira) Toni Kroos – Thomas Müller (46. Leon Goretzka), Mesut Özil, Julian Draxler – Timo Werner (66. Mario Gómez) Cheftrainer: Joachim Löw | Rune Jarstein – Omar Elabdellaoui , Håvard Nordtveit, Jørgen Skjelvik, Haitam Aleesami – Mohamed Elyounoussi (58. Jonas Svensson), Sander Berge (46. Gustav Valsvik), Ole Selnæs (75. Martin Linnes), Mats Møller Dæhli – Joshua King, Jo Inge Berget Cheftrainer: Lars Lagerbäck ( Schweden) | Norwegen |
| Deutschland                                                       | 1:0 Mesut Özil (10.) 2:0 Julian Draxler (17.) 3:0 Timo Werner (21.) 4:0 Timo Werner (40.) 5:0 Leon Goretzka (50.) 6:0 Mario Gomez (79.) | | Norwegen |
| Deutschland                                                       | Ole Selnæs (14.), Martin Linnes (83.) | | Norwegen |
| 8. Spieltag                                                       | | |          |
| 4. September 2017 um 20:45 Uhr in Stuttgart (Mercedes-Benz Arena) | | |          |
| Ergebnis: 6:0 (4:0)                                               | | |          |
| Zuschauer: 53.814                                                 | | |          |
| Schiedsrichter: Gediminas Mažeika ( Litauen)                      | | |          |

## Nordirland – Tschechien 2:0 (2:0)
| Nordirland                                               | Nordirland | Tschechien | Tschechien |
| -------------------------------------------------------- | --- | --- | ---------- |
| Nordirland                                               | \| 8. Spieltag \| \| 4. September 2017 um 20:45 Uhr in Belfast (Windsor Park) \| \| Ergebnis: 2:0 (2:0) \| \| Zuschauer: 18.167 \| \| Schiedsrichter: Daniele Orsato ( Italien) \|                                                                                | \| 8. Spieltag \| \| 4. September 2017 um 20:45 Uhr in Belfast (Windsor Park) \| \| Ergebnis: 2:0 (2:0) \| \| Zuschauer: 18.167 \| \| Schiedsrichter: Daniele Orsato ( Italien) \|                                                                              | Tschechien |
| Nordirland                                               | Michael McGovern – Conor McLaughlin, Aaron Hughes, Jonny Evans, Chris Brunt – Josh Magennis (84. Shane Ferguson), Corry Evans, Stuart Dallas (74. Kyle Lafferty) – Steven Davis , Oliver Norwood – Conor Washington (58. Lee Hodson) Cheftrainer: Michael O’Neill | Tomáš Vaclík – Tomáš Kalas, Marek Suchý , Filip Novák (66. Bořek Dočkal) – Theodor Gebre Selassie, Tomáš Souček, Vladimír Darida, Jan Bořil – Ladislav Krejčí (55. Jan Kliment), Jakub Jankto (55. Josef Hušbauer) – Michal Krmencik Cheftrainer: Karel Jarolím | Tschechien |
| Nordirland                                               | 1:0 Jonny Evans (28.) 2:0 Chris Brunt (41.) | | Tschechien |
| Nordirland                                               | Jonny Evans (78.) | Tomas Kalas (58.), Josef Husbauer (75.) | Tschechien |
| 8. Spieltag                                              | | |            |
| 4. September 2017 um 20:45 Uhr in Belfast (Windsor Park) | | |            |
| Ergebnis: 2:0 (2:0)                                      | | |            |
| Zuschauer: 18.167                                        | | |            |
| Schiedsrichter: Daniele Orsato ( Italien)                | | |            |

## Aserbaidschan – Tschechien 1:2 (0:1)
| Aserbaidschan                                          | Aserbaidschan | Tschechien | Tschechien |
| ------------------------------------------------------ | --- | --- | ---------- |
| Aserbaidschan                                          | \| 9. Spieltag \| \| 5. Oktober 2017 um 18:00 Uhr in Baku (Nationalstadion) \| \| Ergebnis: 1:2 (0:1) \| \| Schiedsrichter: Benoît Millot ( Frankreich) \| | \| 9. Spieltag \| \| 5. Oktober 2017 um 18:00 Uhr in Baku (Nationalstadion) \| \| Ergebnis: 1:2 (0:1) \| \| Schiedsrichter: Benoît Millot ( Frankreich) \| | Tschechien |
| Aserbaidschan                                          | Cheftrainer: Robert Prosinečki ( Kroatien) | Cheftrainer: Karel Jarolím | Tschechien |
| Aserbaidschan                                          | 1:1 Əfran İsmayılov (55.) | 0:1 Jan Kopic (35.) 1:2 Antonín Barák (66.) | Tschechien |
| 9. Spieltag                                            | | |            |
| 5. Oktober 2017 um 18:00 Uhr in Baku (Nationalstadion) | | |            |
| Ergebnis: 1:2 (0:1)                                    | | |            |
| Schiedsrichter: Benoît Millot ( Frankreich)            | | |            |

## Nordirland – Deutschland 1:3 (0:2)
| Nordirland                                             | Nordirland | Deutschland | Deutschland |
| ------------------------------------------------------ | --- | --- | ----------- |
| Nordirland                                             | \| 9. Spieltag \| \| 5. Oktober 2017 um 20:45 Uhr in Belfast (Windsor Park) \| \| Ergebnis: 1:3 (0:2) \| \| Zuschauer: 18.104 \| \| Schiedsrichter: Danny Makkelie ( Niederlande) \|                                                                               | \| 9. Spieltag \| \| 5. Oktober 2017 um 20:45 Uhr in Belfast (Windsor Park) \| \| Ergebnis: 1:3 (0:2) \| \| Zuschauer: 18.104 \| \| Schiedsrichter: Danny Makkelie ( Niederlande) \|                                                                             | Deutschland |
| Nordirland                                             | Michael McGovern – Conor McLaughlin, Jonny Evans, Gareth McAuley, Lee Hodson (46. Stuart Dallas), Chris Brunt – Oliver Norwood, Steven Davis , Corry Evans (80. George Saville) – Josh Magennis, Kyle Lafferty (69. Conor Washington) Cheftrainer: Michael O’Neill | Marc-André ter Stegen – Joshua Kimmich, Jérôme Boateng, Mats Hummels, Marvin Plattenhardt – Sebastian Rudy, Toni Kroos – Leon Goretzka (66. Emre Can), Thomas Müller (83. Lars Stindl), Julian Draxler (72. Leroy Sané) – Sandro Wagner Cheftrainer: Joachim Löw | Deutschland |
| Nordirland                                             | 1:3 Josh Magennis (90.+3') | 0:1 Sebastian Rudy (2.) 0:2 Sandro Wagner (21.) 0:3 Joshua Kimmich (86.) | Deutschland |
| 9. Spieltag                                            | | |             |
| 5. Oktober 2017 um 20:45 Uhr in Belfast (Windsor Park) | | |             |
| Ergebnis: 1:3 (0:2)                                    | | |             |
| Zuschauer: 18.104                                      | | |             |
| Schiedsrichter: Danny Makkelie ( Niederlande)          | | |             |

## San Marino – Norwegen 0:8 (0:4)
| San Marino                                                      | San Marino | Norwegen | Norwegen |
| --------------------------------------------------------------- | --- | --- | -------- |
| San Marino                                                      | \| 9. Spieltag \| \| 5. Oktober 2017 um 20:45 Uhr in Serravalle (San Marino Stadium) \| \| Ergebnis: 0:8 (0:4) \| \| Zuschauer: 1.922 \| \| Schiedsrichter: Andrew Dallas ( Schottland) \|                              | \| 9. Spieltag \| \| 5. Oktober 2017 um 20:45 Uhr in Serravalle (San Marino Stadium) \| \| Ergebnis: 0:8 (0:4) \| \| Zuschauer: 1.922 \| \| Schiedsrichter: Andrew Dallas ( Schottland) \| | Norwegen |
| San Marino                                                      | Cheftrainer: Pierangelo Manzaroli | Cheftrainer: Lars Lagerbäck ( Schweden) | Norwegen |
| San Marino                                                      | 0:1 Markus Henriksen (8.) 0:2 Joshua King (14., Elfmeter) 0:3 Joshua King (17.) 0:4 Mohamed Elyounoussi (39.) 0:5 Mohamed Elyounoussi (48.) 0:6 Ole Selnaes (58.) 0:7 Mohamed Elyounoussi (68.) 0:8 Martin Linnes (86.) | | Norwegen |
| San Marino                                                      | Cervellini (47.), Gasperoni (50.), Simoncini (57.), Cevoli (90.+1') | | Norwegen |
| 9. Spieltag                                                     | | |          |
| 5. Oktober 2017 um 20:45 Uhr in Serravalle (San Marino Stadium) | | |          |
| Ergebnis: 0:8 (0:4)                                             | | |          |
| Zuschauer: 1.922                                                | | |          |
| Schiedsrichter: Andrew Dallas ( Schottland)                     | | |          |

## Norwegen – Nordirland 1:0 (0:0)
| Norwegen                                                | Norwegen | Nordirland | Nordirland |
| ------------------------------------------------------- | --- | --- | ---------- |
| Norwegen                                                | \| 10. Spieltag \| \| 8. Oktober 2017 um 20:45 Uhr in Oslo (Ullevaal-Stadion) \| \| Ergebnis: 1:0 (0:0) \| \| Schiedsrichter: Serhij Bojko ( Ukraine) \| \| Spielbericht \| | \| 10. Spieltag \| \| 8. Oktober 2017 um 20:45 Uhr in Oslo (Ullevaal-Stadion) \| \| Ergebnis: 1:0 (0:0) \| \| Schiedsrichter: Serhij Bojko ( Ukraine) \| \| Spielbericht \|                                                                                              | Nordirland |
| Norwegen                                                | Ørjan Nyland – Jonas Svensson, Håvard Nordtveit, Tore Reginiussen, Birger Meling – Mohamed Elyounoussi (71. Tarik Elyounoussi), Sander Berge, Markus Henriksen (83. Ole Selnæs), Stefan Johansen (87. Martin Linnes) – Alexander Sørloth, Alexander Søderlund Cheftrainer: Lars Lagerbäck ( Schweden) | Michael McGovern – Conor McLaughlin, Gareth McAuley, Jonathan Evans, Chris Brunt – Steven Davis, Corry Evans (79. Shane Ferguson), Oliver Norwood (46. George Saville) – Josh Magennis, Conor Washington (69. Kyle Lafferty), Stuart Dallas Cheftrainer: Michael O’Neill | Nordirland |
| Norwegen                                                | 1:0 Chris Brunt (71., Eigentor) | | Nordirland |
| Norwegen                                                | Chris Brunt (87.) | | Nordirland |
| 10. Spieltag                                            | | |            |
| 8. Oktober 2017 um 20:45 Uhr in Oslo (Ullevaal-Stadion) | | |            |
| Ergebnis: 1:0 (0:0)                                     | | |            |
| Schiedsrichter: Serhij Bojko ( Ukraine)                 | | |            |
| Spielbericht                                            | | |            |

## Tschechien – San Marino 5:0 (3:0)
| Tschechien                                            | Tschechien | San Marino | San Marino |
| ----------------------------------------------------- | --- | --- | ---------- |
| Tschechien                                            | \| 10. Spieltag \| \| 8. Oktober 2017 um 20:45 Uhr in Pilsen (Doosan Arena) \| \| Ergebnis: 5:0 (3:0) \| \| Schiedsrichter: Alex de Albuquerque Troleis ( Färöer) \| \| Spielbericht \|                                                                 | \| 10. Spieltag \| \| 8. Oktober 2017 um 20:45 Uhr in Pilsen (Doosan Arena) \| \| Ergebnis: 5:0 (3:0) \| \| Schiedsrichter: Alex de Albuquerque Troleis ( Färöer) \| \| Spielbericht \| | San Marino |
| Tschechien                                            | Tomáš Koubek – Pavel Kadeřábek, Tomáš Kalas, Michael Lüftner, Filip Novák – Bořek Dočkal, Vladimír Darida – Jan Kopic (63. Jan Sykora), Jakub Jankto – Antonín Barák (70. Václav Kadlec), Michael Krmenčík (63. Jan Kliment) Cheftrainer: Karel Jarolím | Aldo Simoncini – Christian Brolli, Fabio Vitaioli (82. Marco Berardi), Alessandro Della Valle, Mirko Palazzi, Andrea Grandoni – Manuel Battistini, Filippo Berardi (76. Maicol Berretti), Luca Tosi, Danilo Rinaldi – Marco Bernardi (63. Giovanni Bonini) Cheftrainer: Pierangelo Manzaroli | San Marino |
| Tschechien                                            | 1:0 Michael Krmenčík (8.) 2:0 Michael Krmenčík (23.) 3:0 Jan Kopic (27.) 4:0 Filip Novák (71.) 5:0 Václav Kadlec (83.) | | San Marino |
| Tschechien                                            | Manuel Battistini (53.) | | San Marino |
| 10. Spieltag                                          | | |            |
| 8. Oktober 2017 um 20:45 Uhr in Pilsen (Doosan Arena) | | |            |
| Ergebnis: 5:0 (3:0)                                   | | |            |
| Schiedsrichter: Alex de Albuquerque Troleis ( Färöer) | | |            |
| Spielbericht                                          | | |            |

## Deutschland – Aserbaidschan 5:1 (1:1)
| Deutschland                                                           | Deutschland | Aserbaidschan | Aserbaidschan |
| --------------------------------------------------------------------- | --- | --- | ------------- |
| Deutschland                                                           | \| 10. Spieltag \| \| 8. Oktober 2017 um 20:45 Uhr in Kaiserslautern (Fritz-Walter-Stadion) \| \| Ergebnis: 5:1 (1:1) \| \| Schiedsrichter: Andris Treimanis ( Lettland) \| \| Spielbericht \|                                                      | \| 10. Spieltag \| \| 8. Oktober 2017 um 20:45 Uhr in Kaiserslautern (Fritz-Walter-Stadion) \| \| Ergebnis: 5:1 (1:1) \| \| Schiedsrichter: Andris Treimanis ( Lettland) \| \| Spielbericht \| | Aserbaidschan |
| Deutschland                                                           | Bernd Leno – Joshua Kimmich, Shkodran Mustafi (36. Matthias Ginter), Niklas Süle (22. Antonio Rüdiger) – Julian Brandt, Emre Can, Leroy Sané – Lars Stindl, Thomas Müller (70. Amin Younes), Leon Goretzka – Sandro Wagner Cheftrainer: Joachim Löw | Kamran Ağayev – Magomed Mirzabekov, Bədavi Hüseynov, Ruslan Abışov, Tamkin Khalilzade – Qara Qaravev – Rahid Amirguliyev, Richard – Əfran İsmayılov (77. Ruslan Qurbanov), Cavid Hüseynov (69. Dimitrij Nazarov), Ramil Sheydayev (87. Namiq Ələsgərov) Cheftrainer: Robert Prosinečki ( Kroatien) | Aserbaidschan |
| Deutschland                                                           | 1:0 Leon Goretzka (8.) 2:1 Sandro Wagner (54.) 3:1 Antonio Rüdiger (64.) 4:1 Leon Goretzka (66.) 5:1 Emre Can (81.) | 1:1 Ramil Sheydayev (34.) | Aserbaidschan |
| Deutschland                                                           | Richard (46.) | | Aserbaidschan |
| 10. Spieltag                                                          | | |               |
| 8. Oktober 2017 um 20:45 Uhr in Kaiserslautern (Fritz-Walter-Stadion) | | |               |
| Ergebnis: 5:1 (1:1)                                                   | | |               |
| Schiedsrichter: Andris Treimanis ( Lettland)                          | | |               |
| Spielbericht                                                          | | |               |